# Родригес Морено, Хуан Карлос
Хуан Карлос Родригес Морено (исп. Juan Carlos Rodríguez Moreno; род. 19 января 1965, Леон) — испанский футболист, защитник.
Трёхкратный чемпион Испании в составе «Барселоны».

## Клубная карьера
Начав профессиональную карьеру в «Реал Вальядолид», Хуан Карлос сыграл там до 1987 года, когда подписал контракт с другим испанским клубом «Атлетико Мадрид». С новой командой ему удалось выиграть Кубок Испании в 1991 году.
В том же году он перешёл в «Барселону» и в 1992 году играл в составе команды в Финале Кубка европейских чемпионов против «Сампдории». Также с «Барселоной» 1994 года он выигрывает ряд внутренних и международных турниров, после чего переходит в «Валенсию», а после возвращается в «Реал Вальядолид», где заканчивает свою профессиональную карьеру.

## Карьера в сборной
В 1986 году участвует в Чемпионате Европы по футболу среди молодёжных команд, который сборная Испании выигрывает.
В 1991 году ему удаётся сыграть за национальную сборную в товарищеском матче против Румынии, однако больше он не вызывался в состав команды.

## Достижения
«Атлетико Мадрид»
- Кубок Испании: 1990/91

«Барселона»
- Кубок европейских чемпионов: 1991/92
- Суперкубок УЕФА: 1992
- Чемпион Испании: 1991/92, 1992/93, 1993/94
- Суперкубок Испании по футболу: 1992

Испания (до 21)
- Чемпионат Европы по футболу среди молодёжных команд: 1986